# Bomolocha achatalis
Bomolocha achatalis là một loài bướm đêm trong họ Noctuidae.